# Післявоєнний Сінгапур
1°18′ пн. ш. 103°51′ сх. д. / 1.3° пн. ш. 103.85° сх. д.
Післявоєнний Сінгапур — термін, що позначає період історії Сінгапуру від моменту капітуляції Японії у Другій світовій війні в 1945 році до отримання Сінгапуром права на внутрішнє самоврядування в 1955 році.

## Відновлення британського правління
Після капітуляції Японії 15 серпня 1945 року в Сінгапурі настала аномія, так як японська влада вже не контролювали ситуацію, а британської влади ще не було. Відзначено випадки грабежів і вбивств з помсти. Коли у вересні 1945 року британці повернулися в Сінгапур, то їх вітали тисячі сінгапурців, що вишикувалися вздовж вулиць. З вересня 1945 по квітень 1946 Сінгапур знаходився під управлінням Британської військової адміністрації. . 1 квітня 1946 колонія Стрейтс-Сетлментс була ліквідована, і Сінгапур став окремою королівської колонією. У післявоєнному Сінгапурі була зруйнована майже вся інфраструктура, не вистачало їжі, панувало беззаконня. Безробіття, високі ціни на продовольство і невдоволення робітників привели в 1947 році до серії страйків. Однак післявоєнний зріст світового попиту на деревину і гуму призвели до початку відновлення економіки наприкінці 1947 року. Нездатність британців захистити Сінгапур в ході війни викликала падіння довіри до них з боку сінгапурців. Повоєнні роки характеризувалися підйомом націоналістичних і антиколоніальних настроїв серед місцевого населення. У свою чергу британці почали готувати Сінгапур і Малайю до надання їм самоврядування.

## Законодавча та Виконавча ради
У липні 1947 року були утворені Законодавчий і Виконавчий ради, і почалися приготування до обрання наступного року шістьох членів Законодавчої ради. Перша законодавчий рада (1948—1951) Перші вибори в Сінгапурі відбулися в березні 1948 року. Право голосу мали лише британські громадяни, і лише 10 % з них — близько 23 тисяч осіб — зареєструвалося для участі в голосуванні. Крім того, вибори проводилися лише на 6 з 25 місць Законодавчої ради — на інші місця члени ради або призначалися губернатором, або обиралися торговими палатами. Три з шести місць завоювали представники Сінгапурської прогресивної партії, на інші місця були обрані незалежні кандидати. Через три місяці після виборів вибухнула війна в Малайї, і британці ввели жорсткі заходи з контролю над «лівими» у Сінгапурі та Малайї. Був прийнятий Закон про внутрішню безпеку, що дозволяв затримувати без суду осіб, запідозрених у «загрозу безпеки». Бо саме «ліві» були основними противниками колоніальної системи, дані заходи на декілька років загальмували рух до самоврядування. Колоніальна влада також прагнули присікти контакти між сінгапурськими китайцями і Китаєм, щойно перейшов під владу комуністів; так, місцевому бізнесменові і філантропові Чень Цзягену було заборонено повертатися в Сінгапур після того, як він здійснив поїздку в Китай. Другу законодавчу раду (1951—1955) Другі вибори до Законодавчої ради відбулися в 1951 році, число обраних членів ради було збільшено з 6 до 9. Вибори знову виграла Сінгапурська прогресивна партія, яка завоювала 6 місць.

## Законодавча асамблея
У 1953 році, коли комуністичний рух в Малайї було в основному придушене, уряд призначив комісію під керівництвом Джорджа Рендела для вивчення можливості надання Сінгапуру самоврядування. Комісія запропонувала ввести обмежене самоврядування. Законодавча рада повинна була бути замінена на Законодавчу Асамблеєю, 25 з 32 членів якої обиралися б на виборах; британці зберігали б контроль над питаннями зовнішніх зносин та внутрішньої безпеки, а також володіли б правом вето в сфері законодавства. Уряд погодився з рекомендаціями, і вибори в Законодавчу Асамблею відбулися 2 квітня 1955. Вибори були дуже бурхливими, в них взяло участь ряд нових, щойно сформованих партій. На відміну від попередніх виборів виборці реєструвалися автоматично, що збільшило виборчу базу до 300 тисяч чоловік. Сінгапурська прогресивна партія з тріском програла вибори, завоювавши всього 4 місця. Переможцем став «лівий» Трудовий фронт, який завоював 10 місць, і зміг сформувати коаліційний уряд разом з альянсом МНО-МКА, що завоював 3 місця. Інша нова «ліва» партія — Партія «Народна дія» — також завоювала 3 місця.